# 梁興傑
梁興傑（Leung Hing Kit，1989年10月22日—），生於香港，香港足球運動員，司職守門員，現時效力香港超級聯賽球會理文。

## 球會生涯
梁興傑生於香港，小學就讀聖公會奉基小學，於中學時就讀中聖書院及體育名校仁濟醫院董之英紀念中學，並在為2009東亞運動會所組建的香港09展開球會生涯，參與丙組聯賽，而由於當時他是年紀最小所以隊友稱他「09」，隨後香港足總組成香港08參與甲組聯賽，而他亦被抽調加盟，但他在整季沒有出場機會，到該球季球隊便宣佈散班，而當時18歲的梁興傑幸好在師父盧國華引薦下轉會當時改組青春班的流浪，先後擔任球隊兩名門將蕭國基和隋維杰的後備，直到在聯賽第二輪迎戰公民時後備入替蕭國基，首度在甲組聯賽亮相。
惟流浪於2008年在聯賽榜上排榜尾，所以梁興傑遂與大部份流浪球員一同加盟新組成球會四海，只是由於球會從勁旅東方引進巴西門將盧斯安奴，使梁興傑在上半季只是球隊的第三號門將，直至盧斯安奴於季中轉投傑志，梁興傑在下半季才再度獲數次上陣機會，到2009年四海再改組織為四海流浪，而梁興傑在此後一年多時間內多數擔任第二號門將，直至2011年年初正選門將隋維杰離隊，令梁興傑擔正正選位置，到2011/12球季初，梁興傑雖然一度因為香港隊門將魏釗加盟，而失去正選位置，但是他很快以出色的發揮重奪正選，更在2012/13球季接替離隊的辛祖擔任球隊隊長。
到2014年1月，標準流浪與南華達成協議，將梁興傑外借到南華，直到該隊完成2013/14球季的亞洲球會賽事，到季尾正式加盟南華，開始時雖與香港隊正選門將葉鴻輝競爭，但他總算都有上陣機會，及後球會易主而梁興傑不獲南華老闆賞識，在兩季內獲重用，到2017年6月，南華宣佈經重新檢視球隊近年發展後決定來屆退出港超聯，轉戰甲組聯賽，培育青年球員，而梁興傑獲前南華兼現時香港飛馬教練楊正光垂青，甘願冒險棄用有穩定演出的外援隊長基斯贊，反而邀請擔了兩年後備的梁興傑加盟，並在作客冠忠南區的首場聯賽，助球隊保持零失兼以1–0勝出。
2021年4月，天水圍飛馬在4場聯賽取得3勝1負佳績，特別是反勝理文3：1一仗，梁興傑更作出不少精彩撲救，成為球隊贏波功臣。結果亦得到評審團認同，首次當選「4月最有價值球員」。梁興傑的突出表現，令他再次獲得港隊徵召機會，參加在巴林參加的2022年國際足協世界盃外圍賽 – 亞洲區第二圈。
2021-22年球季，梁興傑加盟香港超級聯賽球會標準流浪。
2024年1月，梁興傑轉投香港超級聯賽球會深水埗。
2024-25年球季，梁興傑加盟香港超級聯賽球會理文。

## 國際賽生涯
梁興傑曾經入選香港奧運隊和香港隊名單，參加2010亞運會及第35屆省港盃。
2020-21年球季，梁興傑的突出表現，令他再次獲得港隊徵召機會，參加在巴林參加的2022年國際足協世界盃外圍賽 – 亞洲區第二圈。

## 榮譽
南華
- 香港高級組銀牌冠軍（2013–14季度）
- 香港社區盃冠軍（2014、2015年）
- 香港菁英盃亞軍（2015–16季度）
- 香港足總盃亞軍（2016–17季度）
- 香港聯賽盃亞軍（2015–16季度）

標準流浪
- 香港預備組聯賽冠軍（2011–12季度、2012–13季度、2013–14季度）

四海流浪
- 香港預備組聯賽冠軍（2009–10季度、2010–11季度）

標準流浪
- 香港預備組聯賽冠軍（2008–09季度）

香港代表隊
- 龍騰盃冠軍（2010、2011年）
- 省港盃冠軍（2013年）
- 港澳埠際賽冠軍（2008-11、2017年）

個人
- 學界精英足球賽最佳防守球員（2006–07季度）
- 香港超級聯賽 - 「中銀人壽香港超級聯賽」   最佳撲救(2018-19季度)
- 香港超級聯賽中銀人壽香港超級聯賽每月最有價值球員 — 4月最有價值球員（2020–21季度）

## 外部連結
- 香港足球總會網頁球員註冊資料 （页面存档备份，存于）